# Kafr Qaddum
Kafr Qaddum (àrab: كفر قدّوم, Kafr Qaddūm) és un municipi palestí de la governació de Qalqilya, a Cisjordània, situada a 13 kilòmetres a l'oest de Nablus i a 17 kilòmetres a l'est de Qalqilya. Segons l'Oficina Central Palestina d'Estadístiques tenia 3.621 habitants el 2016.
L'àrea total de terra de Kafr Qaddum és de 19.000 dúnams (uns 8.000 sota administració civil palestina i 11.000 sota total control israelià). L'àrea urbanitzada és de 529 dúnams. Les oliveres ocupen el 80% de la terra restant, 15% és usat com a vegetació, i el 5% són plantacions.
Abans de la Segona Intifada, al voltant del 50% de l'economia de Kafr Qaddum depenia del treball a Israel com a principal font d'ingressos, el 20% depèn de l'agricultura i ramaderia, mentre que el 30% depenia de treballs al sectors públic i privat. A partir de 2002, més del 75% de la població es trobà a l'atur, i els negocis es van convertir en l'única alternativa per a la generació d'ingressos. L'emigració ha registrat un nivell durant els dos últims anys, que oscil·la entre el 10 i el 15% de la població total.
Des de 2003, el camí entre Kafr Qaddum i Nablus es bloqueja allargant la distància de recorregut a 14 km. Des de juliol de 2011, s'han celebrat manifestacions setmanals demanant tornar a obrir la carretera.

## Història

### Època otomana
Kafr Qaddum apareix en el cens fiscal de 1596 com a part de la nàhiya o subdistricte de Jabal Qubal que era sota la administració del liwà o districte de Nablus. La vila tenia 19 llars i 2 solters, tots musulmans, i pagava impostos sobre blat, ordi, cultius d'estiu, oliveres, ingressos ocasionals, ruscs i/o cabres, i una premsa d'oli d'oliva, o del suc de raïm.
En 1858 fou registrada per l'erudit bíblic Edward Robinson en els seus viatges a la regió, i en 1882 el Survey of Western Palestine del Fons per a l'Exploració de Palestina la vila (anomenada Kefr Kaddum) fou descrita com "Un poble de bona grandària en el sòl baix, amb pous i oliveres: compta amb una torre de vigilància al costat del turó de tizaguix que s'alça sobre l'est, I és subministrat pels pous, les cases són de pedra."

### Època del Mandat Britànic
Segons el cens organitzat en 1922 per les autoritats del Mandat Britànic, Kufr Qaddum tenia 874 musulmans, que augmentaren en el cens de Palestina de 1931 a 963 habitants, tots musulmans en 234 cases.
En 1945 la població era de 1.240, tots musulmans, amb 18,931 dúnams de terra segons un cens oficial de terra i població. D'aquests, 2,945 dúnams eren per plantacions o terra de rec, 7,184 per a cereals, mentre que 69 dúnams eren sòl edificat.

### Després de 1948
Després de la de la Guerra araboisraeliana de 1948, i després dels acords d'Armistici de 1949, Kafr Qaddum va restar en mans de Jordània. Després de la Guerra dels Sis Dies el 1967, ha estat sota ocupació israeliana.

#### Problemes de la terra

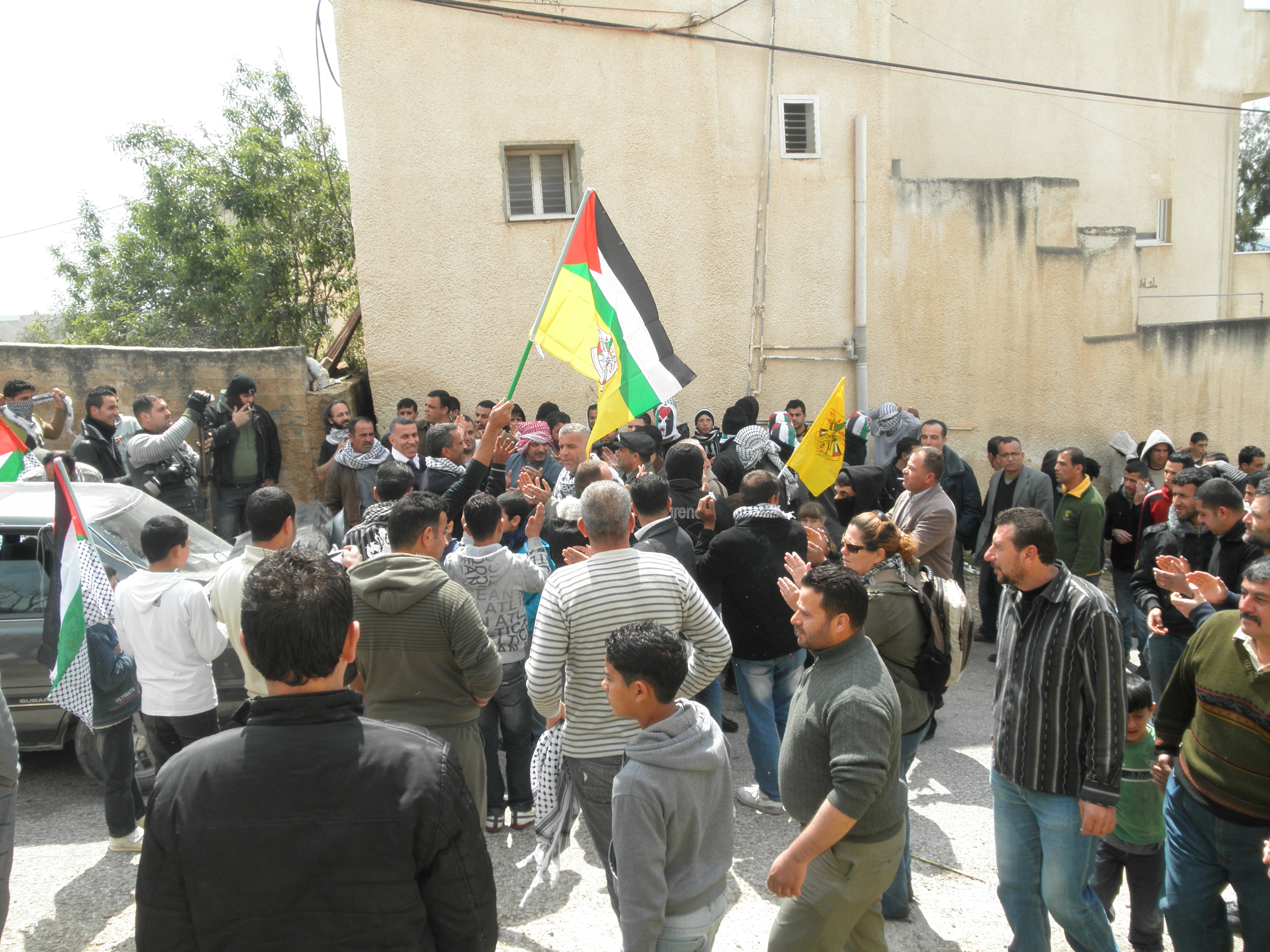
Manifestació contra el bloqueig de la carretera, Kafr Qaddum, Març 2012

En el barri de Mitzpe Yishai de l'assentament israelià Kedumim, hi ha problemes perquè els israelians han pres el control de la terra privada palestina indegudament. L'Administració civil israeliana ho denomina "robatori", tot i que es va produir de forma "ordenada", però sense cap autorització oficial.

#### Entrada principal
L'any 2003, l'exèrcit israelià va tancar l'entrada principal del poble que la connectava a Nablus amb un obstacle permanent, a més, es va posar un túmul de terra un quilòmetre abans del bloqueig de carreteres, aïllant una casa familiar que la feia inaccessible pels vehicles. El 2010, després d'esperar cinc anys una decisió judicial israeliana, es va declarar que el bloqueig de carreteres era il·legal, però el tribunal també va declarar que el camí era "massa perillós per viatjar", de manera que les forces israelianes la van utilitzar com a excusa per mantenir-la bloquejada.
El bloqueig dificulta que la població arribi a les seves terres agrícoles perquè no poden conduir, de manera que han de caminar a peu i portar els seus equips i collir. També retarda el viatge a Nablus de quinze minuts a quaranta minuts.

#### Esdeveniments
- El 2012, un soldat israelià fou posat sota investigació pel robatori d'una gran suma de diners i d'or durant una incursió contra un resident de Kafr Qaddum.[16]
- El 2 de gener de 2014, Saeed Jaser Alim, de 85 anys, es va convertir en la "primera víctima palestina de conflicte amb Israel el 2014, va morir després d'un xoc amb soldats israelians a Kafr Qaddum prop de Nablus". Els habitants del poble diuen que els soldats israelians van disparar bots de gas lacrimogen contra ells, un dels quals va entrar a casa seva i va morir posteriorment.[17]
- El gener de 2014, una gran força de soldats israelians van entrar a la vila a la meitat de la nit, buscant "dos homes buscats", que van resultar ser dos nois, d'entre 11 i 13 anys. Mentre sortien, van llançar granades als jardins de les cases que van assaltar.[18]